# Aeschi
Aeschi  is een gemeente en plaats in het Zwitserse kanton Solothurn en maakt deel uit van het district Wasseramt.
Aeschi telde 1034 inwoners in 2005.
Op 1 januari 2021 werd de gemeente Steinhof aan Aeschi toegevoegd.